# Трейман, Эдуард Янович
Эдуард Янович Трейман или Трейманис (латыш. Edvards Treimanis, известен также под псевдонимом Эдуард Зваргуль, латыш. Edvards Zvārgulis; 2 октября 1866, Раугули Приекульской волости — 8 апреля 1950, Приекули) — латышский актёр, поэт и сатирик, депутат Государственной думы II созыва от Лифляндской губернии.

## Биография
Латыш по национальности. Из семьи крестьянина. Выпускник Цесисского уездного училища, где учился вместе с Эдуардом Вейденбаумом. С 1890 года работал в Рижском окружном суде помощником архивариуса. Имел чин коллежского регистратора. Латышский поэт и сатирик. Выступал под литературным псевдонимом Эдуард Зваргуль (латыш. Zvārgulis — бубенец). Актёр латышского театра в Риге. Литературная работа началась в 1890 году и опубликовал сборники стихов, пьес и прозаических эссе, на латышском и в переводе, занимался журналистикой. Составитель «Zvārguļa Zobgala kalendāru» (1910—1913), альманаха поэзии и антологии.
В 1900 году вернулся в родную волость и построил дом. Владел земельным наделом в 18 десятин.
Беспартийный. 6 феврале 1907 избран в Государственную думу II созыва от общего состава выборщиков Лифляндского губернского избирательного собрания. В партиях не состоял, но в мае 1907 года вошёл в Конституционно-демократическую фракцию и группу Автономистов (Латышская подгруппа). Состоял в думской комиссии о неприкосновенности личности. Выступил при обсуждении вопросов о военно-полевых судах и о помощи безработным.
В 1910—1911 был арестован и наказан лишением свободы за публикацию в 1908 эссе Эдуарда Вейденбаума «Gabals iz tautsaimniecības» (Пьеса из экономики). В 1909 году в Цесисе открыл книжный магазин, но магазин прогорел, после чего книги были быстро распроданы.
Во время Первой мировой войны находился в России, на Кавказе. В 1917 году вернулся в Латвию и до конца жизни занимался исключительно литературной деятельностью, проживая в своём доме «Leukādija» в Приекулях, где и скончался в 1950 году на 84-м году жизни. Похоронен там же.